# ケナフ
ケナフ （Kenaf, 学名：Hibiscus cannabinus） は、アフリカ原産のアオイ科フヨウ属の植物、またこれから得られる繊維をいう。洋麻、アンバリ麻、ボンベイ麻ともいう。

## 分布
アフリカが原産地とされる。
アジア、オーストラリア、北アメリカに移入分布する。日本では全国に帰化している。

## 特徴
一年草であるが、稀に多年草となる。生長は非常に早く、だいたい100日から125日で成熟し、高さ 1.5-3.5m 、茎の直径 1-2cm になる。あまり分岐せず、木質の基部をもつ。葉は長さ 10-15cm で、根に近い部分につくものは 3-7片に深裂するが、先端に近いものはほとんどきれこまず槍形になる。花は直径 8-15cm ほどで、色は白・黄色・紫がある。白や黄色、紫花の花は、中心部分は暗紫色となる。果実は直径 2cm ほどの蒴果で、中に数個の種子を持つ。

## 栽培と用途
ケナフは繊維を目的として、インド、バングラデシュ、タイ、アフリカの一部、ヨーロッパの東南部などで古くから栽培されてきた。茎からは2種類の繊維が採れ、外側の層からは目の粗いものが、中心部分からは目の細かいものが得られる。栽培品種は約200種ほどが知られ、黄麻（コウマ、ジュート）の代用繊維としても多く使用されている。
成長が速く、収穫できる繊維も多いため、木材パルプの代替資源として2000年頃から注目を浴びるようになった。「木材使用量を低減し、森林伐採が防止でき、環境によい」と評価され、日本各地の小中学校で総合的な学習の時間における環境学習として栽培されているほか、ケナフ製の名刺やナプキンが使用されるようになった。
一方、茎に鋭いとげがあって加工に手間がかかること、地面の養分を吸い上げる力が強く連作障害があること、強い繁殖力を持つことなどの問題点もあり、セイタカアワダチソウなどのように一度野外に定着すると駆除が困難になることを危惧する声もある（ただしケナフは宿根草ではなく、セイダカアワダチソウなどと比べ種子の散布力も劣り、日本国内の植生に深刻な影響を与えたとの報告は今のところない）。また、ケナフは草であるため木材に比べ腐敗しやすく、製紙などの原料として長期に保存するには難しいという問題もある。
なお、ケナフは成長力が大きく成長時に二酸化炭素を吸収することから、それだけで地球温暖化対策につながるかのようにとらえて学校園などで栽培をする例もあるが、成長して刈り取ったケナフを焼却してしまえば、せっかく固定した炭素もふたたび環境中に戻ってしまうので、低炭素化への貢献は全くなかったことになる。
ケナフを製紙原料などに利用し、木材の消費をそのぶん削減できて初めて、低炭素化に貢献したと言える。
葉はアサの葉と間違えるほどよく似ているが、陶酔成分は一切ない。
その外観がアサの葉に酷似する事から、学名のヒビスクス・カンナビヌスと名付けられた。カンナビヌスとはアサの学名である。